# Polom (Přerov)
Polom é uma comuna checa localizada na região de Olomouc, distrito de Přerov.